# Протести в Уисконсин (2011)
Протестите в Уисконсин от началото на 2011 г. са поредица от демонстации, започнали през февруари 2011 г. и достигнали 100 000 души.
Протестите са против промените в пенсионния план и здравните осигуровки и обхващат основно Медисън, Милуоки и Грийн Бей, Уисконсин. Те се осъществяват на различни места – в университети, по улиците и Уисконсин Капитолий. Въпреки масовите протести промените са утвърдени в закон и през юни 2011 г. протестите спират.